# Isobutane
L'isobutane ou 2-Méthylpropane est un hydrocarbure de la famille des alcanes de formule brute C4H10 que l'on trouve sous forme de gaz dans les conditions habituelles de température et de pression. C'est le second isomère du butane, avec le n-butane.
Il est utilisé comme fluide réfrigérant sous le nom de R600a (ou technologie « Greenfreeze »).

## Utilisation
L'isobutane est un réactif de base pour la production du peroxyde de di-tert-butyle (un composant important des carburants où il joue le rôle d'anti-détonant), de l'isobutène (par déshydrogénation catalytique) et de l'acide méthacrylique (par oxydation).
C'est aussi un fluide frigorigène et un aérosol utilisé en substitution aux CFC et aux HFC pour limiter les impacts sur la couche d'ozone et l'effet de serre notamment à cause de son faible impact sur l'environnement :
- ODP ou potentiel de déplétion ozonique : 0 (R600a) ;
- GWP ou PRG (potentiel de réchauffement global) : 3 (R600a).

La collaboration entre l’entreprise Foron et l’ONG Greenpeace a permis de créer en 1993 la technologie Greenfreeze utilisant ce réfrigérant.
Il est la source du radical tert-butyle (CH3)3C- qui est d'une grande importance en synthèse organique pour son rôle de groupe protecteur grâce à son encombrement stérique.

## Propriétés physiques
Pression de vapeur saturante :
| Température | Pression | Température | Pression |
| ----------- | -------- | ----------- | -------- |
| −113,15 °C  | 0,1 kPa  | −38,15 °C   | 31,1 kPa |
| −108,15 °C  | 0,1 kPa  | −33,15 °C   | 39,8 kPa |
| −103,15 °C  | 0,3 kPa  | −28,15 °C   | 50,3 kPa |
| −98,15 °C   | 0,4 kPa  | −23,15 °C   | 62,9 kPa |
| −93,15 °C   | 0,7 kPa  | −18,15 °C   | 77,8 kPa |
| −88,15 °C   | 1,1 kPa  | −13,15 °C   | 95,4 kPa |
| −83,15 °C   | 1,7 kPa  | −8,15 °C    | 116 kPa  |
| −78,15 °C   | 2,5 kPa  | −3,15 °C    | 140 kPa  |
| −73,15 °C   | 3,7 kPa  | 1,85 °C     | 167 kPa  |
| −68,15 °C   | 5,3 kPa  | 6,85 °C     | 198 kPa  |
| −63,15 °C   | 7,4 kPa  | 11,85 °C    | 234 kPa  |
| −58,15 °C   | 10,2 kPa | 16,85 °C    | 274 kPa  |
| −53,15 °C   | 13,8 kPa | 21,85 °C    | 319 kPa  |
| −48,15 °C   | 18,3 kPa | 26,85 °C    | 370 kPa  |
| −43,15 °C   | 24,0 kPa | 50 °C       | 678 kPa  |

## Production et synthèse
L'isobutane est obtenu via deux procédés :
- par distillation de la fraction du pétrole appelée gaz de pétrole liquéfié ;
- par isomérisation catalytique acide du butane.

## Danger, risques
Son caractère inflammable nécessite une gestion particulière des risques, et des méthodes d'intervention appropriées : pas de flamme, pas de chalumeau, interdiction de fumer dans un atelier d'intervention, qui doit être ventilé et équipé de dispositifs d'extraction basse.
Pour toute intervention sur une unité hermétique, on préfèrera l'emploi de techniques sans brasures, mais ces dernières restent possibles sous conditions.